# François Blondel
François Blondel (přibližně 10. června 1618 – 21. ledna 1686) byl francouzský voják, matematik, diplomat, vojenský a civilní inženýr a architekt, zvaný Velký Blondel, aby se odlišil od jiných francouzských architektů podobného jména. Je znám pro svou učebnici architektury Cours d'architecture, klíčový text po více než jedno století. Jeho zásady jej stavěly do opozice s Claudem Perraultem v širším sporu známém pod názvem querelle des anciens et des modernes, spor starých a moderních. François Blondel snad nebyl nejslavnějším akademikem své doby, jeho spisy však nejvíce kolovaly v široké veřejnosti: byly to učebnice matematiky Cours de Mathématiques, vojenského inženýrství Art de jetter les Bombes, fortifikačního stavitelství Nouvelle manière de fortifier les places a především zmíněný Cours d'Architecture.

## Život
Nicolas-François Blondel se narodil v Ribemontu v Pikardii, pokřtěn byl 15. června 1618. Jeho otcem byl François-Guillaume Blondel, který studoval právo v Toulouse a po získání titulu v roce 1624 si koupil postavení avocat du roi v Ribemontu. Françoisova matka Marie de Louen pocházela z místní šlechty. Přestože François-Guillaume nebyl šlechtic, byl schopen koupit (nebo zdědit přes příbuzenství své ženy) dvě blízká panství, Gaillardon v roce 1620 a Les Croisettes před rokem 1635, a byl ve 30. a 40. letech 17. století několikrát starostou Ribemontu. Nicolas-François byl dobře vzdělán v jazycích a nějaký čas se účastnil třicetileté války.

## Dílo

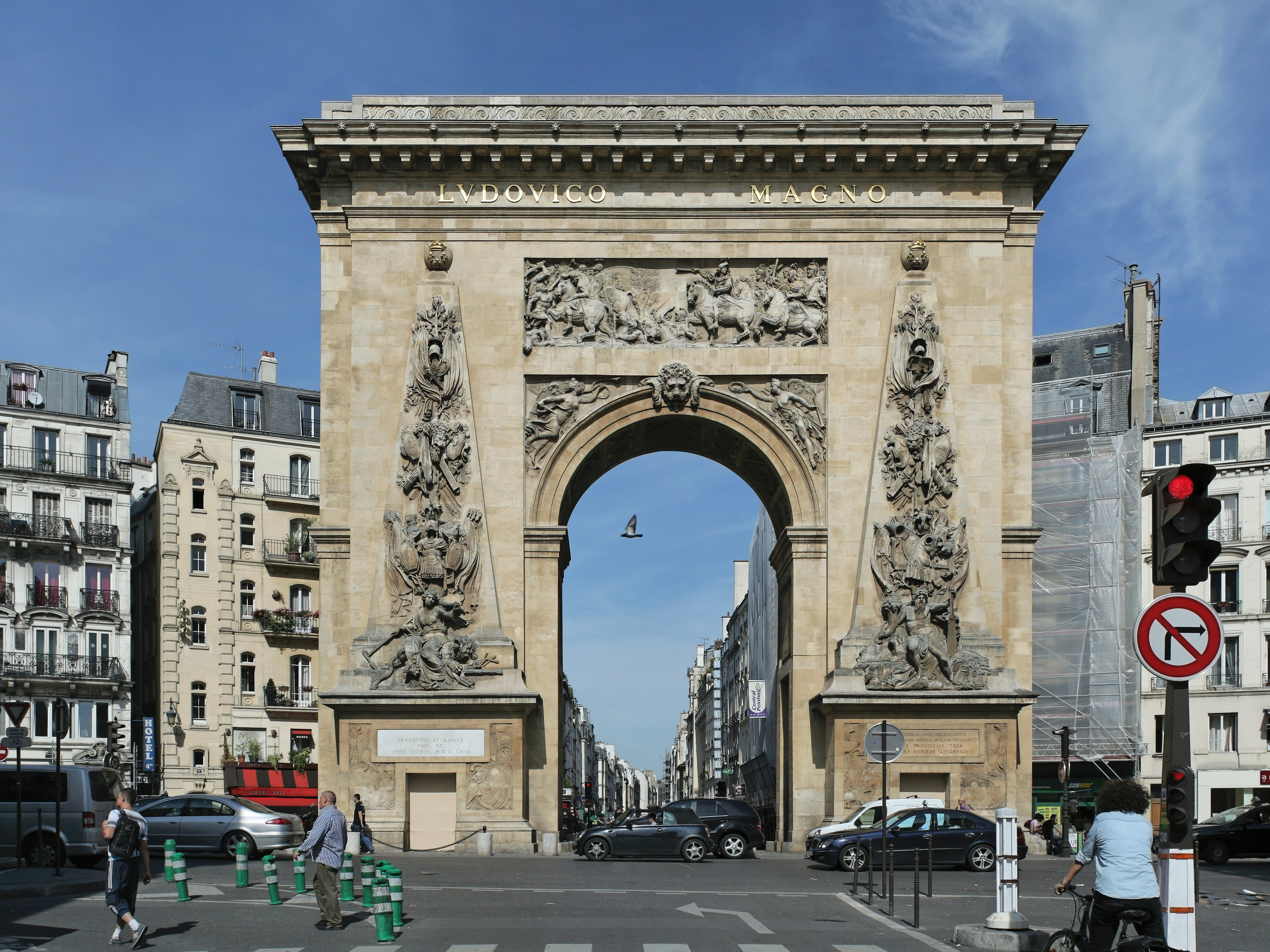
Brána Porte St.-Denis v Paříži, navržená Blondelem

V roce 1640 kardinál Richelieu Blondela pověřil diplomatickými misemi v Portugalsku, Španělsku a Itálii, což Blondelovi umožnilo studovat fortifikační systémy těchto zemí. Z Itálie se vrátil se značně rozšířenými znalostmi matematiky a pravděpodobně se během této cesty setkal s Galileem, o kterém později tvrdil, že u něho studoval. Blondel se stal jedním z Galileových nejranějších francouzských přívrženců.
Richelieu pak Blondela jmenoval důstojníkem jedné ze svých galér, La Cardinale, a na její palubě se Blondel účastnil útoku na přístav Tarragona a sloužil určitou dobu jako guvernér v Palamos. V roce 1647 velel dělostřelectvu během námořní expedice proti Španělům v Neapoli. Po uzavření míru ukončil svou vojenskou kariéru s hodností maréchal des camps (26. listopadu 1652).
V roce 1648 Blondel získal svou první architektonickou zakázku, velké stáje zámku Château de Chaumont-la-Guiche v obci Saint-Bonnet-de-Joux v jižním Burgundsku. Stáje byly postaveny místním zedníkem a podnikatelem Françoisem Martelem, kterému je často připisován i jejich návrh. Avšak Blondel v poznámce ve své edici z roku 1685 L'architecture françoise od Louise Savota uvádí, že byl za tento projekt odpovědný, a podle jeho biografa Anthonyho Gerbina neexistuje důvod Blondelův nárok zpochybňovat. Přízemí s křížovou klenbou je rozděleno do tří lodí dvěma toskánskými arkádami se stáními pro více než osmdesát koní. Na exteriéru vstupní fasády jsou dvě impozantní dvojitá schodiště vedoucí do velké síně v horním patře. Rámují ústřední portál, přetížený velkou sochou předchozího pána, Philiberta de La Guiche. Jeho dcera Henriette de La Guiche postavila stáje pro svého manžela, který byl Ludvík-Emmanuel z Valois, hrabě z Alais, guvernér Provence a vnuk Karla IX. Francouzského. Alais také vlastnil zámek Château d'Écouen. Tyto královské vazby vysvětlují monumentálnost designu. Alais pravděpodobně Blondela potkal v armádě.
V roce 1652 se Blondel stal učitelem syna ministra zahraničních věcí, Loménie de Brienneho, s nímž podnikl kavalírskou cestu: Langres – Besançon – Basilej – Alsasko (Brisach) – Štrasburk (kde zkoumal mechanismus známého hodinového stroje) – Philippsburg – Mannheim – Mohuč – Haag – Hamburk – Lübeck – Kiel – Dánsko – Švédsko (Stockholm, Uppsala) – Finsko – Estonsko (Riga) – Královec – Gdaňsk – Krakov – Bratislava – Vídeň – Praha – Benátky – Řím – Florencie – Toulon. Jeho cesty mu pak pomohly při psaní učebnice Cours d'Architecture. Během 60. let 17. století podnikl Blondel druhou podobnou cestu se synem Jeana-Baptiste Colberta.
V roce 1656 byl Blondel jmenován profesorem matematiky a fortifikace na Královské škole (Collège de France). Během jeho četných nepřítomností ho zastupoval astronom Jean Picard. V letech 1657 až 1663 ho kardinál Mazarin vyslal na diplomatické mise do Itálie, Egypta, Řecka, Turecka, Německa, Polska, Moskvy (kde litoval, že neviděl pevnosti v Kazani vybudované proti Tatarům, a zjistil, že námořní obranná opatření jsou v holandském stylu), Pruska, Livonska (se švédskými fortifikacemi v Rize) a Litvy. Během svých cest se setkal s Paulem Wurzem, což vedlo k korespondenci, která vyústila v Blondelovu první publikaci, matematický text s názvem Epistola ad P. W. [Paulum Wurzium], který pojednává o pevných materiálech. Blondel ukázal, že Galileův matematický důkaz toho, že parabolický průřez nosníku umožňuje, aby hmotnost nosníku byla snížena o třetinu, platí pouze pro konzoly nosníků a neplatí pro nosník podepřený na obou koncích, pro který je třeba využít půlkruhový nebo eliptický tvar. Některé z těchto otázek byly znovu nastoleny v roce 1673, když publikoval svou práci Résolution des quatre principaux problèmes d'Architecture.
V roce 1659 u příležitosti cesty do Konstantinopole viděl akvadukt „na místě, které se nazývá Bělehrad, který svou velkolepostí, výškou a nádherou stavby nezaostává za Pont du Gard“. Tohoto roku byl vyslán jako diplomat do Kodaně, kde zůstal až do roku 1663, kdy byl povolán zpět do Francie a stal se státním radou.
Následujícího roku 1664 jej Colbert jmenoval Královským námořním inžennýrem, Ingénieur du Roy pour la Marine, což mu vyneslo dohled nad stavbou opevnění přístavů v Normandii (Cherbourg, Le Havre), v Bretani a v Antilách (Martinique, Guadeloupe, Saint-Domingue), kde byl svědkem ohromujících účinků hurikánu na ostrově Saint-Christophe a kde našel materiál pro mnoho memoárů představených Akademii věd.
V roce 1671 král Blondela jmenoval ředitelem a profesorem na Královské akademii architektury, Académie Royale d'Architecture. V roce 1673 byl Blondel jmenován učitelem matematiky Dauphina, tedy korunního prince Ludvíka. Projekt vedl k vytvoření učebnice Cours de Mathématiques (1683). 
Od roku 1670 až do své smrti v roce 1686 se Blondel plně věnoval odborným záležitostem a výuce. Spolupracoval na příručkách Antoina Furetièra a Adriana Auzouta pro matematiku a Giovanniho Alfonsa Borelliho pro astronomii.